# Bourgon
Bourgon is een gemeente in het Franse departement Mayenne (regio Pays de la Loire) en telt 587 inwoners (1999). De plaats maakt deel uit van het arrondissement Laval.

## Geografie
De oppervlakte van Bourgon bedraagt 20,8 km², de bevolkingsdichtheid is 28,2 inwoners per km².

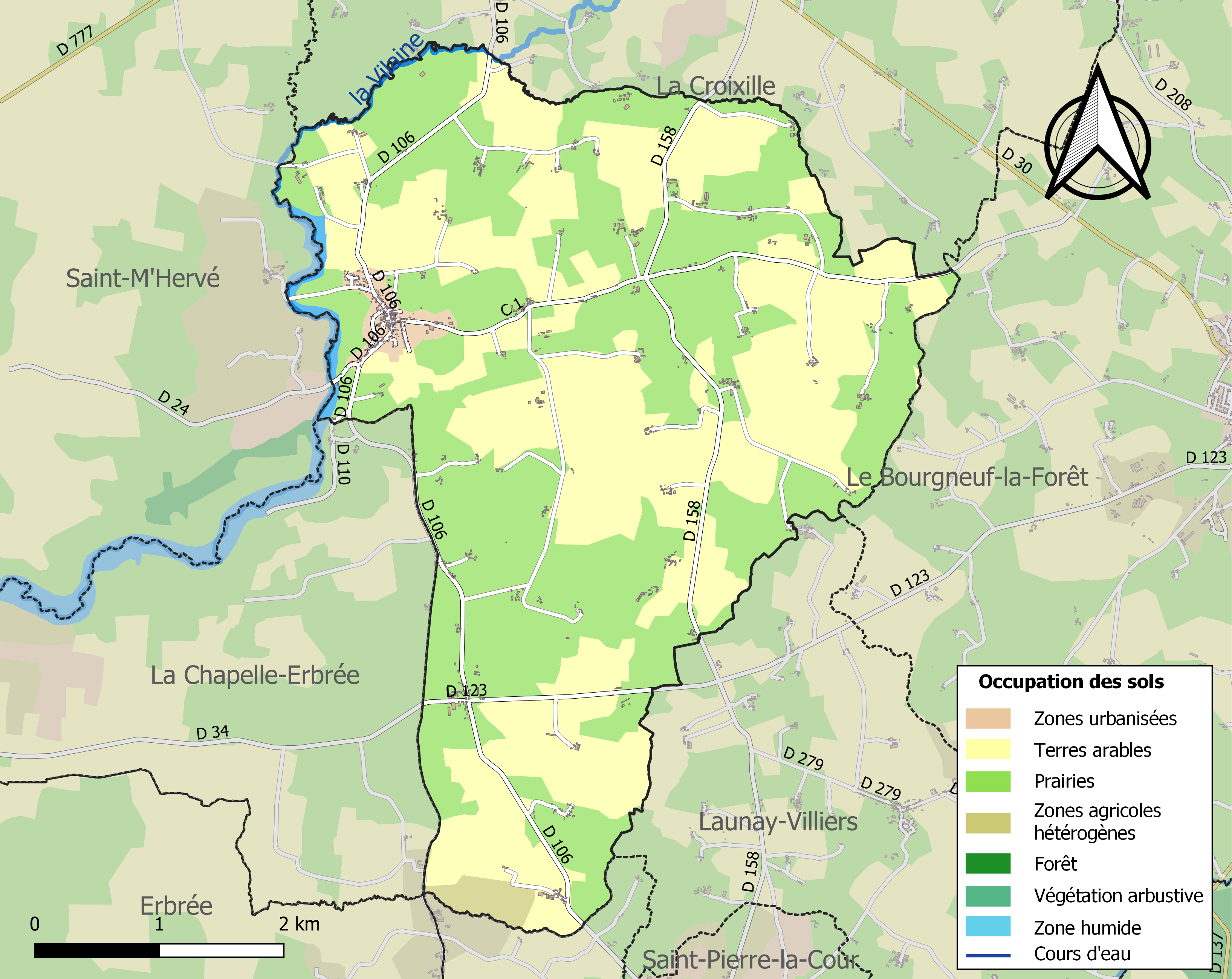
Kaart van de gemeente met de belangrijkste infrastructuur, bodemgebruik en omliggende gemeenten

## Demografie
Onderstaande figuur toont het verloop van het inwonertal (bron: INSEE-tellingen).

1. ↑  Populations de référence 2022.